# فاندا ملعقية
فاندا ملعقية (الاسم العلمي:Vanda spathulata) هي نوع من النباتات تتبع جنس الفاندا من الفصيلة السحلبية.